# Diritto comune
Il diritto comune (in lingua latina ius commune) è l'esperienza giuridica che si sviluppò nell'Europa continentale dall'XI secolo fino alle codificazioni del XIX secolo, influenzata dal diritto romano.
Non è esclusa l'Inghilterra, il cui sistema giuridico, detto di common law, risentì fin dalle origini di rilevanti influenze del diritto romano.

## Le origini e la nascita

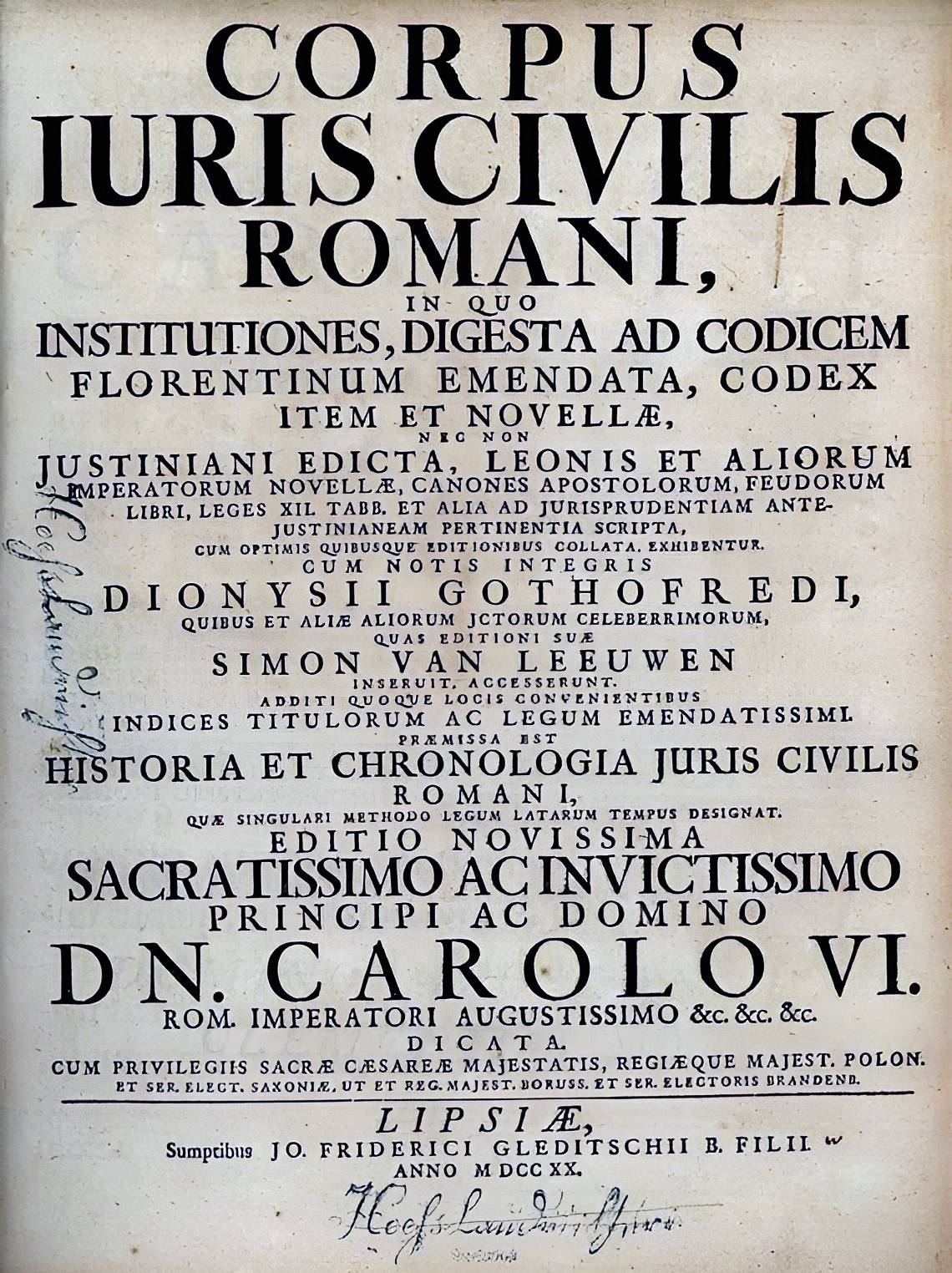
Il Corpus iuris civilis in una stampa del XVIII secolo

Con l'anno mille, sollecitata dal crescente dinamismo dell'economia, dallo sviluppo delle comunicazioni e dei traffici che mettevano ormai in contatto l'Occidente con un numero sempre maggiore di popoli, stimolata dalla domanda di istruzione dei ceti sociali in ascesa e dal travaglio di una società in trasformazione, la cultura assunse nell'età dell'espansione economica, contenuti e atteggiamenti sempre più articolati. La rinascita culturale andò di pari passo con il rifiorire della vita cittadina e le città, pian piano, sostituirono i monasteri come centri di cultura.
È a questo periodo che risale il prezioso ritrovamento del Placito di Marturi (1076), considerato un evento cardine per la nascita del diritto moderno; per la prima volta dopo secoli, si citava un frammento del Digesto giustinianeo (raccolta della dottrina politica dell'antica Roma) per la risoluzione di un caso pratico.
Il primo a cimentarsi nello studio del Corpus Giustinianeo fu Pepo, anche se probabilmente soltanto per erudizione personale e non sistematicamente e in maniera didattica come avrebbe poi fatto tempo dopo Irnerio, il quale, tra il 1100 e il 1120, ritrovò in molti pezzi i libri della monumentale opera dell'imperatore Giustiniano I. Queste incredibili scoperte gli consentirono di acquisire delle conoscenze tecnico-giuridiche superiori rispetto a quelle che si insegnavano nelle scuole vescovili di allora e gli permisero di tramutare il diritto in una scienza autonoma, riabilitandolo come diritto vigente e addirittura considerandolo il diritto per eccellenza, comune a tutti i membri della Respublica christiana e per questa ragione intoccabile, intangibile, perfetto. In realtà queste leggi vennero soltanto formalmente lasciate come sono, perché furono profondamente elaborate e ritoccate dall'opera di commento continuo di Irnerio e della Scuola dei glossatori che costui fondò a Bologna. Il rinascimento giuridico si compie così con la fondazione della “Scuola di Bologna”, la quale, attraverso uno straordinario fenomeno di propagazione dei suoi prodotti in tutto l'Occidente, ingenerò il sorgere di una giurisprudenza europea. La ragione della fioritura spontanea (senza alcuna istituzionalizzazione) delle scuole e, in particolare di questa, stava quindi nell'esigenza di venire incontro sia alla richiesta di maggiore istruzione proveniente da cittadini privati, sia alle necessità poste dalle nuove strutture economiche e politiche: Comuni e principati in via di affermazione avevano bisogno per il loro stesso funzionamento di notai e di esperti di questioni giuridiche.

## L'attività dei glossatori e le caratteristiche

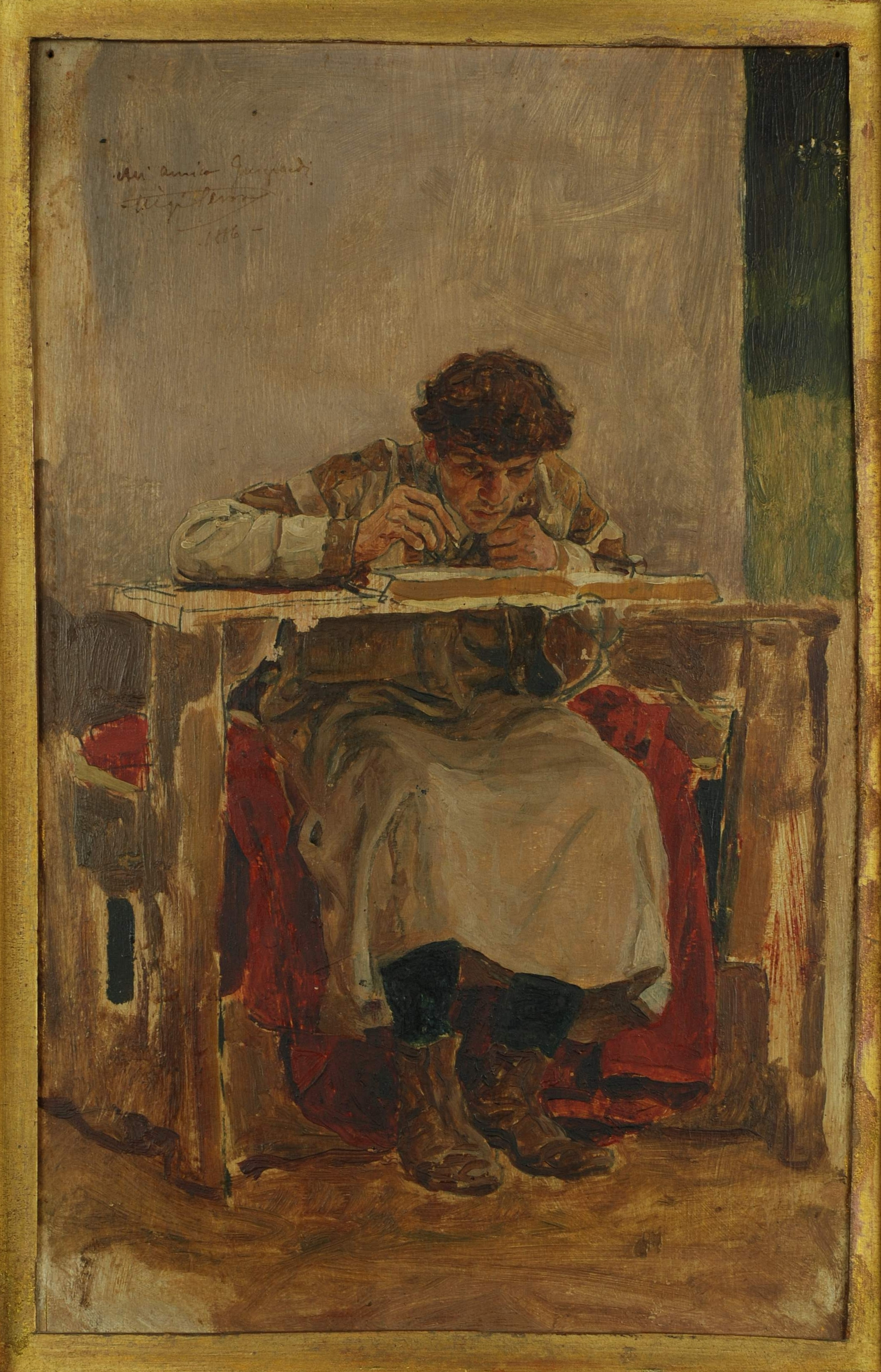
Irnerio che glossa le antiche leggi, bozzetto di Luigi Serra, 1886, Collezione Stefano Pezzoli (Bologna)

Il risultato centrale dell'attività di Irnerio e i suoi discepoli - che fu un'opera di sviluppo continuo, creativa e non riproposizione pedissequa di leggi - consistette nella trasformazione di un testo antico di secoli e dimenticato in una normativa vigente e suscettibile di immediata applicazione (in questo senso non furono soltanto interpretes iuris, ma anche conditores iuris, ovvero di fondatori del diritto). Le difficoltà pratiche che Irnerio e i suoi discepoli incontrarono furono comunque notevolissime: infatti i testi che essi esaminarono non solo erano antichi di oltre sei secoli, ma si erano tramandati in modo oscuro e frammentario, il materiale era complesso e disomogeneo. Ecco perché all'inizio una raccolta come il Corpus Giustinianeo, rivista a distanza di secoli non poteva che essere occasione di antinomie e di errori interpretativi. Il lavoro iniziale fu dunque quello di esplorazione che consistette nel fare un passo dopo l'altro, con prudenza; poi, via via, si arrivò alla padronanza di qualsiasi aspetto contenuto nel Corpus Giustinianeo. Attraverso l'opera di interpretazione del testo in chiave libera e creativa, la Scuola dei glossatori di Bologna seppe adattare alle fattispecie norme che in origine avevano una differente funzione, ricollegandovi scopi attuali che tali norme non possedevano.
Gli allievi di Irnerio furono chiamati a giudicare nel 1158 a Roncaglia dove con la Constitutio de regalibus (Costituzione sulle prerogative regali), si ribadì il diritto imperiale di nominare i supremi magistrati, di amministrare l'alta giustizia, di pretendere i diritti fiscali e giudiziari sulle città italiane. In ciò si ravvisa un altro aspetto fondamentale della loro impostazione ideologica, ovvero che l'imperatore romano-cristiano-germanico è fonte di diritto per eccellenza, essendo egli successore dei Cesari e avendo ricevuto da Dio la legittimazione definitiva. Ciò ebbe grande importanza perché si prestava a due interpretazioni: da un lato il diritto del passato era anche diritto del presente, ma anche il diritto degli imperatori del Sacro Romano Impero non aveva bisogno di legittimazione, in quanto essi erano titolari della suprema plenitudo potestatis, la quale deriva dall'auctoritas del passato. Ecco perché verso il 1250 ci sono integrazioni molto interessanti del Corpus Giustinianeo (con costituzioni di imperatori, il trattato di Costanza e i cosiddetti Libri feudorum). Alla concezione universalistica e sovranazionale medievale del Sacrum imperium, inteso come Sancta romana respublica universale e indivisibile, non poteva in effetti non fare riscontro una visione universalistica anche nella sfera del diritto: ad un unico impero (unum imperium) non poteva che corrispondere un solo diritto (unum ius), volto a disciplinare la vita giuridica di tutti i popoli riuniti nel Sacro Romano Impero e partecipi di un comune patrimonio di valori spirituali e culturali. Il rinnovato del Sacro Romano Impero era considerato come posto al servizio del genere umano per volontà divina e l'unum ius in grado di regolare i rapporti intersoggettivi era ritenuto il diritto romano, ossia il Corpus Giustinianeo.

## Lo sviluppo del diritto comune: l'età dei commentatori

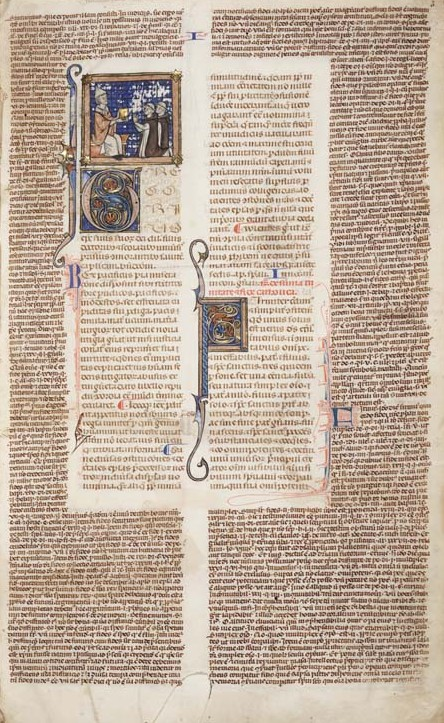
Decretale secondo glossa ordinaria di Bernardo da Parma 1300-1315 circa

Con il passare del tempo accanto alle Glosse, le differenze di interpretazione si accentuarono ed ecco che accanto ad esse si venne a formare un'altra categoria di opera: la Summa. Così per i giuristi dell'epoca, tra il testo giustinianeo e l'interpretazione che di esso se ne dava non v'era alcuna differenza formale né sostanziale: le glossae e le summae erano considerate alla stregua del testo giustinianeo, tanto che la Summa di Azzone Soldanus allora venne usata come fonte normativa. Dopo le ultime glossae di Accursio fu la volta della cosiddetta Età dei commentatori (sec XIV-XV), nella quale, attraverso una progressiva frattura tra glossa e commento, i giuristi (tra i quali Bartolo da Sassoferrato e Baldo degli Ubaldi) sfruttarono il diritto romano giustinianeo per trovare le risposte che la società del tempo richiedeva, costruendo organicamente e scientificamente il diritto del tempo. Tutto ciò provocò, quindi, la creazione di nuovo diritto, per nulla legato alla disposizione testuale del Corpus Giustinianeo. Fino ad allora non si era mai sottolineata la storicità del diritto e la sua relativizzazione. Da questo momento, invece, il giurista incomincia a porsi di fronte alla società con grande praticità, ovvero come sincero interprete in grado di offrire soluzioni ricavabili da quello ius commune ormai diffusosi in coabitazione con gli iura propria dei singoli territori.

## Lo sviluppo del diritto comune: traius communeeiura propria
Ecco quindi che, con la rinascita della scientia iuris e con la ripresa della scrittura nella pratica (con atti notarili) e nella legislazione, il concetto della personalità del diritto viene soppiantato da quello della territorialità del diritto. Al proposito, un'interessante traccia è data dalle Quaestiones de iuris subtilitatibus, nelle quali probabilmente Irnerio (fondatore della scuola dei glossatori), o comunque un suo discepolo enuncia la convinzione secondo la quale le norme barbariche non debbono continuare a vigere come diritto personale, poiché in tal caso verrebbe meno l'unità del Sacro Romano Impero. Al ius commune si collega, secondo diverse modalità di eterointegrazione, l'insieme dei diritti e degli ordinamenti di ogni singola unità dell'Impero stesso (ius proprium).
Il concetto di unum imperium risentiva tuttavia della sua dogmatica rigidità (nessun altro diritto può esistere) ed era poco realistico. Affermarlo significava andare controcorrente, non comprendere la nuova epoca in atto, dominata dalla frammentarietà politica: i Comuni avevano ormai messo in crisi la realtà universalistica.
I giuristi bolognesi riusciranno a conciliare le due teorie, risolvendo il rapporto tra ius commune e iura propria con una continua meditazione ed un profondo scavo concettuale. Il diritto comune prevedeva l'esistenza di diritti che comuni non erano, ma al contempo non poteva prescindere dall'esigenza di un diritto universale. Concettualmente, potremmo definire questa situazione in tal modo: si presupponeva l'esigenza di un sistema normativo unitario, onnicomprensivo, valido per ogni scopo e fine, in cui rientrassero sia le norme comuni sia quelle particolari che costituivano una deviazione delle prime. Il ius commune era perciò un sistema legale che si fondava, per certi aspetti, su una convinzione assurda, e cioè che le leggi siano quelle e che non ce ne potessero essere di diverse e di migliori; queste norme non potevano essere in alcun modo sindacate, ma solo interpretate. Questo, tuttavia, era vero soltanto formalmente, perché il sistema del diritto comune, intaccando profondamente le norme di base, comportava che si tenesse in realtà conto dell'evoluzione della società e si adeguasse necessariamente alle esigenze che via via si presentavano.
Il giurista cercò quindi una legittimazione del diritto particolare all'interno delle fonti del diritto romano. In un frammento di Gaio si legge che «Tutti i popoli che sono regolati da leggi e da consuetudini fanno uso di un diritto in parte proprio e in parte comune a tutti gli uomini». Mentre i Romani intendevano per diritto comune lo ius gentium e per diritto proprio, il diritto civile (ovvero quello romano vero e proprio), i giuristi bolognesi, al contrario, identificavano il diritto comune con quello romano e il diritto proprio con il diritto particolare di ogni civitas. Ecco dunque che la legittimazione dei diritti propri "risultava" già nelle fonti romane. Il Codice di Giustiniano I affermava un altro principio fondamentale: «Le leggi possono essere fatte solo dall'Imperatore». I giuristi cercando di conciliare questa affermazione con gli statuti dei Comuni, eliminarono il contrasto, con l'affermazione che quel solus significava che l'Imperatore poteva legiferare da solo. I giuristi si sforzarono dunque di arrivare armoniosamente ad una coerenza per la quale: princeps solus, civitas non sola, ma, in ogni caso, entrambi avessero poteri legislativi.
Il diritto romano comune viene recepito nel momento in cui mancano delle norme particolari, per cui avrebbe solo funzione di diritto sussidiario.

## Lo sviluppo del diritto comune: loius communecomeutrumque ius
Accanto al Corpus Giustinianeo così come rielaborato dalla Scuola di Bologna, l'altra chiave di volta del mondo giuridico medievale fu il diritto canonico, nato in concomitanza con il fiorire della scuola dei glossatori di Bologna, che fece sentire i suoi influssi anche in ambito ecclesiastico. Mentre però quest'ultimo è un complesso di testi risalenti al VI secolo d.C riproposti in blocco come testi vigenti nel XII secolo, la fonte del diritto della Chiesa cattolica è solo in parte costituita da materiale di secoli precedenti, riorganizzati e riproposti nell'età del rinascimento giuridico, mentre per il resto si compone di epistolae decretales dei papi del XII-XV secolo. Lo ius commune in tutta Europa era quindi utrumque ius, ovvero l'uno e l'altro diritto, quello del mondo giuridico e quello del mondo etico tra i quali non esisteva alcun confine, ma c'era invece una profonda unione. All'interno, come detto, si innestava poi il diritto particolare con gli iura propria (consuetudini locali, statuti e, in seguito, quando fu possibile, la legislazione del sovrano) in regime di coesistenza e covigenza con lo ius commune, regime che prevedeva, secondo un rapporto tra genus (ius commune) e species (iura propria), una tendenziale prevalenza della lex specialis (ius proprium) sulla lex generalis (ius commune), quest'ultima applicata in via prevalentemente suppletiva. Non mancavano comunque realtà in cui il ius commune non trovava applicazione in quanto diritto positivo, ma solo come bagaglio di principi giuridici di cui il giudice poteva - ma non doveva - servirsi (ad esempio nei pays de droit coutumier - paesi di diritto consuetudinario nel settentrione del Regno di Francia, ove le antiche consuetudini giuridiche germaniche erano fortemente innestate e il diritto romano era malvisto, poiché considerato espressione del potere imperiale).

## Il declino delloius commune
Dal XV secolo in avanti si passa da una concezione medievale ad una concezione diversa del mondo, della vita e quindi anche del diritto. La concezione medievale riposava sulla convinzione che la Respublica christiana fosse l'erede dell'Impero romano e fosse voluta da Dio, nonché costituisse un'unità non solo religiosa ma anche politica.
Tra il 1400 e il 1500 questa visione (insieme all'Impero) tramonta e lascia il posto a concezioni diverse. Nel Cinquecento, innanzitutto, si affermò la scuola degli Umanisti: questi giuristi fecero parte del generale movimento intellettuale dell'epoca, e ne condivisero l'entusiasmo per il ritorno alle fonti, l'avversione per il barbarismo medievale (in particolare per il cattivo latino) e l'amore per il metodo filologico e storico volto a scoprire il vero significato dell'antichità classica e delle sue opere. I giuristi umanisti volevano ricostruire il diritto romano ed il ruolo che esso giocò nell'antichità, per cui era necessario liberarlo dai sedimenti e dai travisamenti medievali, e sviluppare un vero approccio storico. Questo fu ciò che essi si impegnarono a realizzare, e non vi è dubbio che raggiunsero una più profonda e più esatta comprensione del diritto di Roma e della società in cui esso operava. Si diffuse perciò la convinzione che il diritto puro dell'antichità era applicabile solo all'antica Roma; la prospettiva critica con cui venne studiato il ius commune decretò progressivamente la sua fine, in corrispondenza anche con la progressiva statualizzazione del diritto.
Con il 1550 si afferma infatti l'assolutismo dei principi e in virtù di questo il principe aumenta la propria attività legislativa intaccando il diritto comune. Non si premia più il merito e la competenza dell'interpretazione del giurista, ma l'autorità dello Stato. Lo sfacelo dell'unità imperiale, dunque, con l'avvento degli stati principeschi e monarchici ebbero influenze negative anche sul diritto canonico. L'emergere delle dottrine assolutistiche post-medievali era in contrasto con la dottrina delle due potestà, entrambe sovrane ed indipendenti del Medioevo; quell'idea di unità politico-giuridica tipica dell'universo medievale veniva intaccata, così come anche l'idea di una Respublica christiana superstatale. In Italia furono molte le attribuzioni sottratte alla Chiesa e forte fu l'ingerenza statale nell'amministrazione della sfera religiosa. A questo va anche collegata la Riforma protestante che determinò il crollo del primato cattolico e la rottura dell'unità del mondo cristiano d'Occidente, dando luogo ad un fenomeno di territorializzazione. I novelli paesi riformati si rifiutarono ufficialmente di riconoscere il diritto canonico. Tale erosione di competenze del diritto canonico causò un marcato distacco di esso dal diritto civile (i due diritti avevano raggiunto la maggiore unità nel campo del processo).

## Difetti delloius commune
Ma il sistema del diritto comune entra in crisi per le notevolissime carenze del tutto oggettive. Difetto fondamentale del sistema oltre al fatto che non si commentavano più i testi, ma i dottori, era la grandissima libertà interpretativa alla quale si poteva far ricorso. L'arbitrio giudiziale consisteva nello strapotere dei giudici che potevano appropriarsi del diritto e dare risposte molto libere, era il primo aspetto negativo di un sistema in cui mancava un riferimento legale testuale sicuro. A causa del sistema aperto il coordinamento e l'integrazione delle fonti risultava difficile. Se ipotizziamo uno schema che inquadri la gerarchia delle fonti da seguire dalla fine del Cinquecento in poi avremmo al primo posto il diritto del principe, le disposizioni statutarie e il diritto comune. Il reale ordine delle fonti dipendeva in realtà dalla prassi giudiziale. Un procedimento di semplificazione implicava un sistema basato sulla massima autorità delle Corti supreme, cui dovevano vincolarsi le giurisdizioni particolari. Ad un certo punto si arriverà a provvedimenti antigiurisprudenziali, alle cosiddette “leggi delle citazioni”, provvedimenti politici del sovrano che riducono la facoltà di citare l'autorità dei giuristi precedenti. In generale per impostare in modo nuovo la teoria delle fonti, in corrispondenza della nascita del diritto positivo, i sovrani attuano tutta una serie di provvedimenti per mettere ordine nel sistema giuridico. Si entra a pieno titolo nell'epoca delle codificazioni.